# 정길용
정길용(丁吉勇, 1944년 7월 2일 ~ )은 대한민국의 방송인이다.

## 생애
서울특별시 출생, 연세대학교 사학박사 과정을 나온 그는, 1969년 문화방송에 공채 기자로 입사하여 1987년 외신부 기자로 활동하는 것을 시작으로 1990년 문화방송 보도국 해설위원, 1992년 ~ 1993년까지는 MBC 뉴스데스크, MBC 뉴스센터를 진행을 역임하는 등 오랜 기간 동안 방송 기자로 활동했다.

## 학력
- 연세대학교 사회과학대학 사학과 학사
- 연세대학교 대학원 사학과 인문과학 석사
- 연세대학교 대학원 사학과 인문과학 박사

## 주요 경력
- 前 MBC프로덕션 부사장

## 방송진행
- MBC 뉴스데스크 (1992.5.23 ~ 1993.4.10)
- MBC 뉴스센터 (1992.5.24 ~ 1993.4.11)